# Dick's Picks Volume 28
Dick's Picks Volume 28 es el vigesimoctavo álbum en vivo de Dick's Picks, serie  de lanzamientos en vivo de la banda estadounidense Grateful Dead. Fue grabado el 26 de febrero de 1973 en el Pershing Municipal Auditorium, en Lincoln, Nebraska y el 28 de febrero de 1973 en el Salt Palace, en Salt Lake City, Utah.

## Caveat emptor
Cada volumen de Dick's Picks tiene su propia etiqueta “caveat emptor”, que informa al oyente sobre la calidad del sonido de la grabación. La etiqueta del volumen 28 dice:
“Dick's Picks Volume 28 se masterizó directamente a partir de las cintas analógicas originales de 2 pistas, funcionando a 7½ ips. Aunque estas cintas de 30 años se han mantenido notablemente bien, pueden exhibir algunos efectos menores de los estragos del tiempo. Sin embargo, hemos hecho todo lo posible para garantizar su placer auditivo.”

## Recepción de la crítica
En una reseña para AllMusic, Lindsay Planer declaró: “Dick's Picks, Vol. 28 (2003) es un gran espectáculo épico de cuatro discos que presenta lo más destacado de dos presentaciones consecutivas. [...] Esto se refleja en la avalancha de material nuevo, así como en interpretaciones frescas de títulos clásicos”.
John Metzger, crítico de The Music Box, comentó: “Sin duda, este es The Grateful Dead en su máxima expresión, sumergiéndose sin miedo en un territorio desconocido y permitiendo que la música lo lleve a donde sea que lo lleve”.

## Lista de canciones
Todas las canciones escritas y compuestas por Jerry Garcia y Robert Hunter, excepto donde esta anotado. 
| Disco uno |                        |                                                     |          |  |
| N.º       | Título                 | Escritor(es)                                        | Duración |  |
| 1.        | «The Promised Land»    | Chuck Berry                                         | 3:36     |  |
| 2.        | «Loser»                |                                                     | 6:59     |  |
| 3.        | «Jack Straw»           | Hunter Bob Weir                                     | 5:18     |  |
| 4.        | «Don't Ease Me In»     | tradicional, arr. por Grateful Dead                 | 4:02     |  |
| 5.        | «Looks Like Rain»      | John Perry Barlow Weir                              | 7:24     |  |
| 6.        | «Loose Lucy»           |                                                     | 7:04     |  |
| 7.        | «Beer Barrel Polka»    | Lew Brown Wladimir Timm Jaromír Vejvoda Vašek Zeman | 1:07     |  |
| 8.        | «Big Railroad Blues»   | Noah Lewis                                          | 4:00     |  |
| 9.        | «Playing in the Band»  | Mickey Hart Hunter Weir                             | 17:24    |  |
| 10.       | «They Love Each Other» |                                                     | 5:51     |  |
| 11.       | «Big River»            | Johnny Cash                                         | 4:36     |  |
| 12.       | «Tennessee Jed»        |                                                     | 8:03     |  |

| Disco dos |                                          |                                                                         |          |  |
| N.º       | Título                                   | Escritor(es)                                                            | Duración |  |
| 1.        | «Greatest Story Ever Told»               | Hart Hunter Weir                                                        | 5:26     |  |
| 2.        | «Dark Star»                              | Garcia Hart Hunter Bill Kreutzmann Phil Lesh Ron “Pigpen” McKernan Weir | 25:23    |  |
| 3.        | «Eyes of the World»                      |                                                                         | 19:10    |  |
| 4.        | «Mississippi Half-Step Uptown Toodleloo» |                                                                         | 8:01     |  |
| 5.        | «Me and My Uncle»                        | John Phillips                                                           | 3:27     |  |
| 6.        | «Not Fade Away»                          | Charles Hardin Holley Norman Petty                                      | 6:35     |  |
| 7.        | «Goin' Down the Road Feelin' Bad»        | tradicional, arr. por Grateful Dead                                     | 7:52     |  |
| 8.        | «Not Fade Away»                          |                                                                         | 3:02     |  |

| Disco tres |                            |                                     |          |  |
| N.º        | Título                     | Escritor(es)                        | Duración |  |
| 1.         | «Cold Rain and Snow»       | tradicional, arr. por Grateful Dead | 6:31     |  |
| 2.         | «Beat it On Down the Line» | Jesse Fuller                        | 3:24     |  |
| 3.         | «They Love Each Other»     |                                     | 5:55     |  |
| 4.         | «Mexicali Blues»           | Barlow Weir                         | 4:03     |  |
| 5.         | «Sugaree»                  |                                     | 8:04     |  |
| 6.         | «Box of Rain»              | Hunter Lesh                         | 5:18     |  |
| 7.         | «El Paso»                  | Marty Robbins                       | 4:42     |  |
| 8.         | «He's Gone»                |                                     | 13:06    |  |
| 9.         | «Jack Straw»               | Hunter Weir                         | 4:49     |  |
| 10.        | «China Cat Sunflower»      |                                     | 7:20     |  |
| 11.        | «I Know You Rider»         | tradicional, arr. por Grateful Dead | 5:46     |  |
| 12.        | «Big River»                |                                     | 4:27     |  |

| Disco cuatro |                        |                                     |          |  |
| N.º          | Título                 | Escritor(es)                        | Duración |  |
| 1.           | «Row Jimmy»            |                                     | 8:27     |  |
| 2.           | «Truckin'»             | Garcia Hunter Lesh Weir             | 12:02    |  |
| 3.           | «The Other One»        | Kreutzmann Weir                     | 15:08    |  |
| 4.           | «Eyes of the World»    |                                     | 17:02    |  |
| 5.           | «Morning Dew»          | Bonnie Dobson Tim Rose              | 12:40    |  |
| 6.           | «Sugar Magnolia»       | Hunter Weir                         | 9:11     |  |
| 7.           | «We Bid You Goodnight» | tradicional, arr. por Grateful Dead | 3:06     |  |

## Créditos y personal
Créditos adaptados desde el folleto que acompaña al CD.
Grateful Dead
- Jerry Garcia – voz principal y coros, guitarra líder
- Donna Jean Godchaux – coros
- Keith Godchaux – piano
- Bill Kreutzmann – batería
- Phil Lesh – bajo eléctrico, coros
- Bob Weir – guitarra rítmica, coros
- Pigpen – en espíritu

Personal técnico
- Bill Candelario – grabación
- David Lemieux – archivista
- Jeffrey Norman – masterización
- Eileen Law/Grateful Dead Archives – investigadora de archivo

Diseño
- Robert Minkin – ilustración, diseño de embalaje
- Brad Temkin, Rich Weiner, Ron Sullivan – fotografía
- Mary Ann Mayer – diseño de boletín Deadhead